# Herelégy
A herelégy (Eristalis) a zengőlegyek (Syrphoidea) öregcsaládjában a névadó zengőlégyfélék (Syrphidae)család herelégyfélék (Eristalinae) alcsalád névadó neme.

## Származása, elterjedése
Fajai főleg az északi faunabirodalom holarktikus faunaterületén (Holarktisz) terjedtek el. Magyarországon eddig egy tucat fajt gyűjtöttek, és várható néhány további  előkerülése is.

## Megjelenése, felépítése
Közepes vagy annál nagyobb (9–14 mm-es) zengőlégy. Az egyes fajok külseje méhekére, illetve poszméhekére emlékeztet. Szárnyának R1 sejtje zárt, r4+5 ere erősen hajlott.

## Életmódja, élőhelye
„Pocikféreg” jellegű lárvája rothadó növényi törmelékekben, szerves anyagokban gazdag, iszapos vizekben, pöcegödrökben, néha faodvak vizében fejlődik. Az imágó többnyire viráglátogató.

## Rendszertani felosztása
Fajait két fajsorba különítjük el_
- Eoseristalis fajsor 97 fajjal
- Eristalis fajsor két fajjal:
  - Eristalis proserpina,
  - közönséges herelégy (Eristalis tenax)

Az Eoseristalis fajsor fajai (válogatás):
- alföldi herelégy (Eristalis abusiva)
- Eristalis acutifacies
- Eristalis albibasis
- Eristalis alleni
- alpesi herelégy (Eristalis alpina)
- Eristalis angustimarginalis
- Eristalis anthophorina
- Eristalis apis
- Eristalis araschanica
- fehér arcú herelégy (Eristalis arbustorum)
- Eristalis argentata
- Eristalis basilaris
- Eristalis bellardii
- Eristalis bicornuta
- Eristalis bogotensis
- Eristalis brevifacies
- Eristalis brousii
- Eristalis calida
- Eristalis cerealis
- Eristalis cerealoides
- Eristalis chipsanii
- Eristalis cingulata
- Eristalis circe
- Eristalis convexifacies
- Eristalis corymbus
- Eristalis crassipes
- Eristalis croceimaculata
- Eristalis cryptarum
- Eristalis curvipes
- Eristalis deserta
- Eristalis dimidiata
- Eristalis dubia
- Eristalis fenestrata
- Eristalis flatiparamerus
- Eristalis flava
- Eristalis flavipes
- Eristalis fraterculus
- Eristalis fumigata
- Eristalis gatesi
- Eristalis gladiparamerus
- Eristalis gomojunovae
- Eristalis grisescens
- Eristalis himalayensis
- Eristalis hirta
- Eristalis hyaloptera
- Eristalis immaculatis
- rövid szárnyjegyű herelégy (Eristalis interrupta)]]
- bundás herelégy (Eristalis intricaria)
- Eristalis intricarioides
- Eristalis japonica
- Eristalis javana
- hosszú arcú herelégy (Eristalis jugorum)
- Eristalis kyokoae
- foltos szárnyjegyű herelégy (Eristalis lineata)
- Eristalis lunata
- Eristalis marfax
- Eristalis marginata
- Eristalis meijerei
- Eristalis mohensis
- Eristalis murorum
- Eristalis nigriceps
- Eristalis notata
- Eristalis obscura
- Eristalis oestracea
- Eristalis pacifica
- Eristalis pallidibasis
- †Eristalis parens
- Eristalis paucisinuatus
- Eristalis persa
- sárga lábfejű herelégy (Eristalis pertinax)
- Eristalis pigaliza
- Eristalis plumipes
- Eristalis pratorum
- Eristalis proserpina
- Eristalis rabida
- Eristalis rossica
- Eristalis rubix
- Eristalis rupium
- Eristalis sacki
- Eristalis saltuum
- Eristalis saphirina
- Eristalis saxorum
- Eristalis senilis
- Eristalis simplicipes
- hosszú szárnyjegyű herelégy (Eristalis similis)
- Eristalis stackelbergi
- Eristalis stipator
- Eristalis suturalis
- Eristalis tammensis
- Eristalis tecta
- Eristalis tenax
- Eristalis tibetica
- Eristalis tomentosa
- Eristalis transcaucasica
- Eristalis transversa
- Eristalis trichopus
- Eristalis tricolor
- Eristalis tundrarum
- Eristalis violacea
- ritka hegyi herelégy (Eristalis vitripennis)
- Eristalis zhengi